# ナイジェル・グレズリー
サー・ハーバート・ナイジェル・グレズリー（Sir Herbert Nigel Gresley, 1876年6月19日 – 1941年4月5日）は、イギリスの著名な蒸気機関車技術者であり、ロンドン・アンド・ノース・イースタン鉄道 (LNER) の機械技師長 (Chief Mechanical Engineer, CME) まで昇りつめた。
A1形やA4形（4-6-2のパシフィック）を含む、イギリスで最も有名な機関車の設計者である。A1形の4472号機「フライング・スコッツマン」は旅客列車で公式に時速100マイルを記録した蒸気機関車であり、A4形の4468号機「マラード」は現在でも蒸気機関車による世界最高速度のタイトルを保持している。
グレズリーの設計した機関車は審美的にも機械的にも優雅と評価されている。グレズリーが発明した二組のワルシャート式弁装置だけを用いた三気筒方式、グレズリー式連動弁装置は、ワルシャート弁装置を三組用いたそれまでのものよりも安価に滑らかな走行と牽引力を達成できた。しかし、この連動弁装置はあまりにも欠陥が多く、1942年にアーネスト・スチュワート・コックスの作成したレポートにはLMSの機関車と比較して6倍の故障が起きていること、固有の欠陥があり世界中で使用が中止されていること、理論的には正しいが実際は正しく作動していないこと、新しい機関車にこの設計を用いてはいけないと結論付けている。

## 生涯
グレズリーはエディンバラでうまれ、ダービシャーのネザーシール (Netherseal) で育った。サセックスの学校とマールボロカレッジ (Marlborough College) で学んだ後、グレズリーはロンドン・アンド・ノース・ウェスタン鉄道 (London and North Western Railway, LNWR) のクルー工場 (Crewe works) で見習いとして過ごしたのち、ランカシャー・アンド・ヨークシャー鉄道 (en:Lancashire and Yorkshire Railway, L&YR) のホーウィッチ (Horwich) でジョン・アスピナール (John Aspinall) に師事した。L&YR の下級職をいくつか経て、1901 年には客貨車局の屋外助手に、1902 年にはニュートン・ヒース (Newton Heath) 庫の副工場長、更に翌年には工場長となった。
矢継ぎ早の昇進はその後も続き、1904年には L&YR 客貨車副局長となった。翌年、グレズリーはグレート・ノーザン鉄道 (GNR) に客貨車局長として移籍し、1911年10月1日にはヘンリー・イヴァット (Henry A. Ivatt) の跡を継いで GNR の機械技師長となった。1923年のグループ化の際、グレズリーは新規に結成された LNER の機械技師長に就任し (元々は年長のジョン・ロビンソン (John G. Robinson) にこのポストへの就任が打診されたが、ロビンソンは辞退し代わりにずっと年少のグレズリーを推薦した)、1936年にはエドワード8世からナイトの称号を授与され、マンチェスター大学からは名誉理学博士号が贈られた。
1936年、グレズリーはマンチェスター-シェフィールド間のウッドヘッド・ライン電化計画用に直流1500ボルトの電機機関車を設計したが、電化計画は第二次世界大戦のため1950年代まで延期された。もっとも、1930年には近代化が必要になるという兆候があったにもかかわらず、ディーゼルや電化の専門技術を開発しなかったためLNERの技術的・工学的な欠点からくる制約を作り、大きな間違いを犯した蒸気機関車技術者の一人であった。さらに、2気筒に比べて製造コストが高いだけでなくメンテナンス不足に陥りやすい共役型バルブギアに固執したためLNERに無駄なコストがかかったと考えられている。実用性ではるかに優れていた2気筒ではなく3気筒へ拘り、機関車が寿命を終えるまでに必要なコストについて現実的な見方をしておらず経済性をあまり考えていなかった。これにより、会社全体の財政に影響を与えたばかりか、CME部門の効率を低下させてしまい、財政的・投資的な要因だけではなく技術的・工学的な欠点を生じさせLNERの政策を大きく制限した。設計され製造された機関車の種類や技術面での実験の多さも指摘され、リソースを分散させなければ高性能の機関車を実現できた可能性もあった。
明らかになった欠点に対処することに消極的で、周囲の意見をあまり聞かずに運用が難しい機関車を作ったことも批判されている。機関車の故障を設計上のミスとするとグレズリーは非常に不機嫌となり、機関士の誤操作やメンテナンス不足が原因とされた。
短期間病床に臥した後、グレズリーは1941年4月5日に没し、ダービシャーのネザーシールに埋葬された。
後継 CME はエドワード・トンプソン (Edward Thompson) である。

## 発明
- 三気筒蒸気機関車での弁運動合成: グレズリー式連動弁装置
- イギリス最大の旅客用蒸気機関車P2形 2-8-2 (英語)
- イギリス最大の蒸気機関車U1形 2-8-0+0-8-2 ガーラット式 (英語)
- 勝利の機関車 ('locomotive that won the war') V2形 2-6-2  (英語)
- A3形「フライング・スコッツマン」 4-6-2
- 世界最速の蒸気機関車、A4形「マラード」 4-6-2 (時速 126 マイル)
- もう一両のA4形「シルバーリンク」 (Silver Link)、以前の世界速度記録保持蒸気機関車 (時速 112 マイル)
- 高圧実験機 LNER W1形 'hush-hush' 4-6-4 蒸気機関車 (英語)
- シルバー・ジュビリー号列車 (Silver Jubilee train)

## グレズリーが設計した機関車

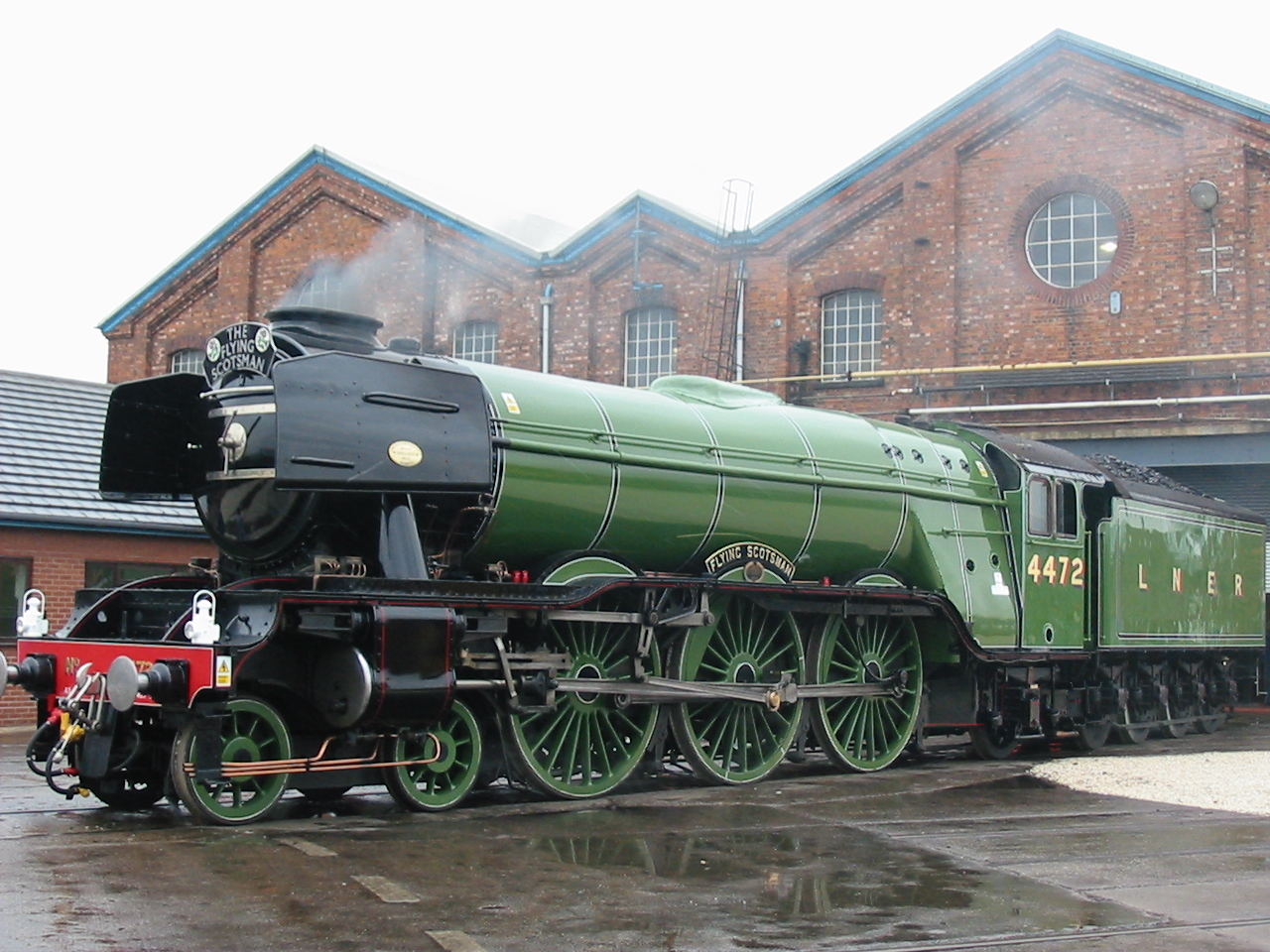
フライング・スコッツマン

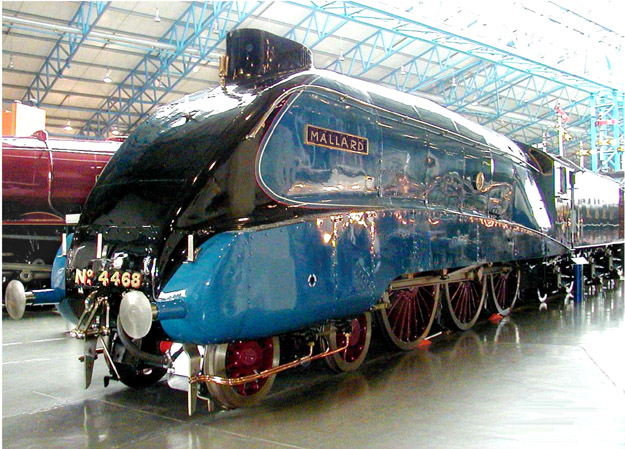
ヨークの国立鉄道博物館に展示されているマラード

ヘンリー・イヴァットらによると、グレズリーの設計した機関車は乗員に最高級のものが一人一人選ばれ、自分の機関車は自分で持ち所有者としての忠誠心と誇りを持って運用されたことで最高の出来栄えになっていたと評されている。だが、経験の少ない乗員を抱えて機関車の走行距離を限界まで使うことが求められるようになり、こうした運転環境の変化に適応できたとは言い難かった。
- グレート・ノーザン鉄道
  - J6形 0-6-0 1911年 (英語)
  - K1形 2-6-0 1912年 (英語)
  - J2形 0-6-0 1912年 (英語)
  - O3形 2-8-0 1913年 (英語)
  - K2形 2-6-0 1914年 (英語)
  - J51形 0-6-0T 1915年 (英語)
  - K3形 2-6-0 1920年 (英語)
  - N2形 0-6-2T 1920年 (英語)
  - O2形 2-8-0 1921年 (英語)
  - J50形 0-6-0T 1922年 (英語)
  - A1形 4-6-2 1922年 (英語)

- LNER 
  - P1形 2-8-2 1925年 (英語)
  - U1形 ガーラット式 2-8-0+0-8-2 1925年 (英語)
  - J38形 0-6-0 1926年 (英語)
  - J39形 0-6-0 1926年 (英語)
  - A3形 4-6-2 1927年
  - D49形 4-4-0 1927年 (英語)
  - B17形 4-6-0 1928年 (英語)
  - V1形 2-6-2T 1930年 (英語)
  - P2形 2-8-2 1934年 (英語)
  - A4形 4-6-2 1935年
  - V2形 2-6-2 1936年 (英語)
  - W1形 4-6-4 1937年
  - K4形 2-6-0 1937年 (英語)
  - V3形 2-6-2T 1939年 (英語)
  - V4形 2-6-2 1941年 (英語)

## 参照情報
1. ↑  biography Archived 2013年7月27日, at the Wayback Machine. 2007年11月15日確認
2. ↑  Report on "2 to 1" Gresley valve gear on L.N.E.R. 3-cylinder locomotives
3. ↑  What were the investment dilemmas of the LNER in the inter-war years and did they successfully overcome them? P33The Railway & Canal Historical Society
4. ↑  were the investment dilemmas of the LNER in the inter-war years and did they successfully overcome them? P34The Railway & Canal Historical Society
5. ↑  What were the investment dilemmas of the LNER in the inter-war years and did they successfully overcome them? P44The Railway & Canal Historical Society
6. ↑  What were the investment dilemmas of the LNER in the inter-war years and did they successfully overcome them? P46The Railway & Canal Historical Society
7. 1 2  | Journal Instiution Locomotive Engineers Volume 37 (1947)steamindex
8. ↑  What were the investment dilemmas of the LNER in the inter-war years and did they successfully overcome them? P47The Railway & Canal Historical Society